# مسند البزار
مسند البزّار، والمنشور باسم البحر الزخّار، هو كتاب يجمع الأحاديث النبوية، وهو من تأليف الحافظ أبو بكر البزار والمتوفى سنة 292 هـ.